# Криничеватский сельский совет (Никопольский район)
Криничеватский сельский совет (укр. Криничуватська сільська рада) — входит в состав
Никопольского района
Днепропетровской области
Украины.
Административный центр сельского совета находится в 
с. Криничеватое.

## Населённые пункты совета
- с. Криничеватое
- с. Веселое
- с. Голубовка
- с. Долговка
- с. Дружба
- с. Змаганье
- с. Лебединское
- с. Лукиевка
- с. Менделеевка
- с. Охотничье
- с. Пахарь
- с. Томаковское